# Kanton Moret-sur-Loing
Kanton Moret-sur-Loing is een voormalig kanton van het Franse departement Seine-et-Marne. Het kanton maakte deel uit van het arrondissement Fontainebleau.
Het kanton werd op 22 maart 2015 opgeheven en verdeeld over twee aangrenzende kantons. De gemeenten Dormelles, Montigny-sur-Loing en Villemer werden overgeheveld naar het kanton Nemours, eveneens in het arrondissement Fontainebleau, de overige gemeenten naar het kanton Montereau-Fault-Yonne, dat voor maart 2015 uitsluitend gemeenten in het arrondissement Provins omvatte.

## Gemeenten
Het kanton Moret-sur-Loing omvatte de volgende gemeenten:
- Champagne-sur-Seine : 6 594 inwoners
- Dormelles : 791 inwoners
- Écuelles : 2 463 inwoners
- Épisy : 491 inwoners
- Montarlot : 227 inwoners
- Montigny-sur-Loing : 2 796 inwoners
- Moret-sur-Loing : 4 402 inwoners (hoofdplaats)
- Saint-Mammès : 3 084 inwoners
- Thomery : 3 203 inwoners
- Veneux-les-Sablons : 4 617 inwoners
- Vernou-la-Celle-sur-Seine : 2 499 inwoners
- Ville-Saint-Jacques : 673 inwoners
- Villecerf : 738 inwoners
- Villemer : 648 inwoners